# Fipsianus picturatus
Fipsianus picturatus är en insektsart som först beskrevs av William Lucas Distant 1917.  Fipsianus picturatus ingår i släktet Fipsianus och familjen kilstritar. Inga underarter finns listade i Catalogue of Life.